# Цымбал, Николай Андреевич
Никола́й Андре́евич Цы́мбал (20 января 1925 — 15 января 2020) — политработник Вооружённых сил СССР, военачальник, генерал-лейтенант авиации, участник Великой Отечественной войны.

## Биография
Николай Андреевич Цымбал родился 20 января 1925 года в селе Насташка Рокитнянского района Киевской области.
С 1941 по 1942 год — курсант, командир взвода, заместитель командира роты 2-го Московского военно-пехотного училища.
С 1942 по 1945 год воевал в должности комсорга стрелкового полка[какого?]; тяжёлого самоходного артполка[какого?] на Белорусском и 2-м Прибалтийском фронтах.
После войны окончил Военно-политическую академию имени В. И. Ленина.
Служил на должностях: помощника начальника политотдела корпуса, помощника начальника политотдела армии, помощника начальника политуправления Бакинского округа ПВО по комсомольской работе; начальника политотдела бомбардировочной авиадивизии, заместителем командующего Группой войск в Арктике.
В 1966 году окончил Военную академию Генерального штаба.
С 1966 по 1972 год — члена Военного совета 1-й Особой Дальневосточной воздушной армии. С 1972 по 1981 год — первый заместитель начальника политуправления ВВС СССР. С 1981 по 1988 год — заместитеья начальника Военно-воздушной академии имени Ю. А. Гагарина.
Кандидат исторических наук, доцент.
В отставке с 1988 года.
До 1995 года работал заместителем председателя Советского и Российского комитетов ветеранов войны.
Жил в Москве. Скончался 15 января 2020 года. Похоронен в Москве на Троекуровском кладбище.

## Публикации
- «Комиссары на линии огня. 1941—1945 гг.»,
- «Первый космонавт планеты Земля»
- и других[каких?].

## Награды
- орден Красного Знамени,
- орден Трудового Красного Знамени,
- два ордена Отечественной войны I степени,
- два ордена Красной Звезды,
- орден «За службу Родине в Вооружённых Силах СССР» II степени,
- орден «За службу Родине в Вооружённых Силах СССР» III степени,
- орден Почёта (25.08.2011, за активную общественную работу по социальной поддержке ветеранов и патриотическому воспитанию молодёжи)[5],
- орден Дружбы (01.04.1995, за многолетнюю плодотворную работу по патриотическому воспитанию молодежи, социальной защите ветеранов и укреплению дружбы между народами)[6],
- более чем 30 медалями.